# De poetis
Il De poetis era un'opera di Marco Terenzio Varrone, non pervenuta. 

## Struttura
L'opera, in più di un libro apparteneva al gruppo di studi storico-letterari e filologici dell'erudito reatino, che si doveva ispirare al Sui poeti di Aristotele.
L'opera, con cui Varrone perfezionò il genere della biografia letteraria (inaugurato da Santra), era probabilmente una piccola storia della produzione letteraria latina in poesia; ogni biografia doveva chiudersi con un epigramma sulla gloria o la morte del poeta, viste le citazioni di questo tipo negli antichi, con tre epigrammi funebri per Nevio, Plauto e Pacuvio, attestati esplicitamente da Aulo Gellio come di Varrone. Si può pensare che anche un epigramma su Ennio riportato da Cicerone, grande amico del Reatino, sia tratto da quest'opera.